# Tysk-österrikiska backhopparveckan 2022/2023
Tysk-österrikiska backhopparveckan 2022/2023 arrangerades i Tyskland och Österrike mellan den 28 december 2022 och 6 januari 2023. Det var den 71:a upplagan av Tysk-österrikiska backhopparveckan.

## Program
| Etapp | Ort                    | Datum            | Tävling | Starttid (CET) |
| ----- | ---------------------- | ---------------- | ------- | -------------- |
| 1     | Oberstdorf             | 28 december 2022 | Kval    | 16:30          |
| 1     | Oberstdorf             | 29 december 2022 | Tävling | 16:30          |
| 2     | Garmisch-Partenkirchen | 31 december 2022 | Kval    | 14:00          |
| 2     | Garmisch-Partenkirchen | 1 januari 2023   | Tävling | 14:00          |
| 3     | Innsbruck              | 3 januari 2023   | Kval    | 13:30          |
| 3     | Innsbruck              | 4 januari 2023   | Tävling | 13:30          |
| 4     | Bischofshofen          | 5 januari 2023   | Kval    | 16:30          |
| 4     | Bischofshofen          | 6 januari 2023   | Tävling | 16:30          |

## Slutställning
Slutställningen efter fyra etapper: 
| Placering | Namn                  | Nationalitet | Oberstdorf | Garmisch- Partenkirchen | Innsbruck  | Bischofshofen | Poäng totalt |
| --------- | --------------------- | ------------ | ---------- | ----------------------- | ---------- | ------------- | ------------ |
| 1         | Halvor Egner Granerud | Norge        | 312,4 (1)  | 303,7 (1)               | 261,7 (2)  | 313,4 (1)     | 1 191,2      |
| 2         | Dawid Kubacki         | Polen        | 294,9 (3)  | 294,4 (3)               | 265,2 (1)  | 303,7 (3)     | 1 158,2      |
| 3         | Anže Lanišek          | Slovenien    | 267,4 (10) | 297,3 (2)               | 258,8 (3)  | 305,5 (2)     | 1 129,0      |
| 4         | Piotr Żyła            | Polen        | 299,0 (2)  | 277,0 (6)               | 231,5 (10) | 282,5 (10)    | 1 090,0      |
| 5         | Kamil Stoch           | Polen        | 276,1 (9)  | 272,7 (9)               | 249,2 (5)  | 289,9 (6)     | 1 087,9      |
| 6         | Stefan Kraft          | Österrike    | 292,0 (5)  | 249,5 (18)              | 255,0 (4)  | 281,0 (14)    | 1 077,5      |
| 7         | Michael Hayböck       | Österrike    | 262,1 (12) | 269,8 (10)              | 239,1 (7)  | 297,6 (4)     | 1 068,6      |
| 8         | Daniel Tschofenig     | Österrike    | 278,8 (8)  | 275,4 (7)               | 234,3 (8)  | 272,6 (18)    | 1 061,1      |
| 9         | Jan Hörl              | Österrike    | 251,6 (16) | 278,9 (5)               | 233,7 (9)  | 292,1 (5)     | 1 056,3      |
| 10        | Manuel Fettner        | Österrike    | 260,3 (13) | 279,6 (4)               | 225,4 (15) | 285,6 (8)     | 1 050,9      |

## Resultat

### Oberstdorf
HS137 Schattenbergbacken, Tyskland

29 december 2022 
| Placering | Namn                  | Nationalitet | Hopp 1 (m) | Omgång 1 (poäng) | Hopp 2 (m) | Omgång 2 (poäng) | Poäng totalt |
| --------- | --------------------- | ------------ | ---------- | ---------------- | ---------- | ---------------- | ------------ |
| 1         | Halvor Egner Granerud | Norge        | 142,5      | 151,5            | 139,0      | 160,9            | 312,4        |
| 2         | Piotr Żyła            | Polen        | 132,5      | 146,9            | 137,0      | 152,1            | 299,0        |
| 3         | Dawid Kubacki         | Polen        | 140,5      | 145,9            | 136,0      | 149,0            | 294,9        |
| 4         | Karl Geiger           | Tyskland     | 136,5      | 142,0            | 134,0      | 151,6            | 293,6        |
| 5         | Stefan Kraft          | Österrike    | 133,5      | 139,2            | 138,0      | 152,8            | 292,0        |
| 6         | Andreas Wellinger     | Tyskland     | 135,0      | 144,5            | 132,0      | 140,7            | 285,2        |
| 7         | Lovro Kos             | Slovenien    | 125,5      | 134,1            | 133,5      | 146,6            | 280,7        |
| 8         | Daniel Tschofenig     | Österrike    | 122,5      | 133,5            | 132,5      | 145,3            | 278,8        |
| 9         | Kamil Stoch           | Polen        | 133,0      | 139,7            | 130,0      | 136,4            | 276,1        |
| 10        | Anže Lanišek          | Slovenien    | 119,5      | 125,2            | 129,0      | 142,2            | 267,4        |

### Garmisch-Partenkirchen
HS142 Große Olympiaschanze, Tyskland

1 januari 2023 
| Placering | Namn                  | Nationalitet | Hopp 1 (m) | Omgång 1 (poäng) | Hopp 2 (m) | Omgång 2 (poäng) | Poäng totalt |
| --------- | --------------------- | ------------ | ---------- | ---------------- | ---------- | ---------------- | ------------ |
| 1         | Halvor Egner Granerud | Norge        | 140,0      | 148,5            | 142,0      | 155,2            | 303,7        |
| 2         | Anže Lanišek          | Slovenien    | 140,5      | 147,9            | 137,0      | 149,4            | 297,3        |
| 3         | Dawid Kubacki         | Polen        | 136,0      | 141,7            | 138,5      | 152,7            | 294,4        |
| 4         | Manuel Fettner        | Österrike    | 136,0      | 136,3            | 138,0      | 143,3            | 279,6        |
| 5         | Jan Hörl              | Österrike    | 136,0      | 135,7            | 138,5      | 143,2            | 278,9        |
| 6         | Piotr Żyła            | Polen        | 135,5      | 140,8            | 134,5      | 136,2            | 277,0        |
| 7         | Daniel Tschofenig     | Österrike    | 131,0      | 131,6            | 136,0      | 143,8            | 275,4        |
| 8         | Andreas Wellinger     | Tyskland     | 137,0      | 136,7            | 133,0      | 136,4            | 273,1        |
| 9         | Kamil Stoch           | Polen        | 135,0      | 133,5            | 134,5      | 139,2            | 272,7        |
| 10        | Michael Hayböck       | Österrike    | 128,5      | 125,2            | 140,0      | 144,6            | 269,8        |

### Innsbruck
HS128 Bergiselbacken, Österrike

4 januari 2023 
| Placering | Namn                  | Nationalitet | Hopp 1 (m) | Omgång 1 (poäng) | Hopp 2 (m) | Omgång 2 (poäng) | Poäng totalt |
| --------- | --------------------- | ------------ | ---------- | ---------------- | ---------- | ---------------- | ------------ |
| 1         | Dawid Kubacki         | Polen        | 127,0      | 137,4            | 121,5      | 127,8            | 265,2        |
| 2         | Halvor Egner Granerud | Norge        | 123,0      | 124,6            | 133,0      | 137,1            | 261,7        |
| 3         | Anže Lanišek          | Slovenien    | 127,0      | 130,5            | 121,5      | 128,3            | 258,8        |
| 4         | Stefan Kraft          | Österrike    | 129,5      | 126,2            | 125,0      | 128,8            | 255,0        |
| 5         | Kamil Stoch           | Polen        | 127,0      | 128,0            | 121,0      | 121,2            | 249,2        |
| 6         | Marius Lindvik        | Norge        | 128,0      | 127,9            | 121,0      | 118,3            | 246,2        |
| 7         | Michael Hayböck       | Österrike    | 128,0      | 122,6            | 122,0      | 116,5            | 239,1        |
| 8         | Daniel Tschofenig     | Österrike    | 117,0      | 112,6            | 120,5      | 121,7            | 234,3        |
| 9         | Jan Hörl              | Österrike    | 122,5      | 121,2            | 119,0      | 112,5            | 233,7        |
| 10        | Piotr Żyła            | Polen        | 120,5      | 115,0            | 119,0      | 116,5            | 231,5        |

### Bischofshofen
HS142 Paul-Ausserleitner-backen, Österrike

6 januari 2023 
| Placering | Namn                  | Nationalitet | Hopp 1 (m) | Omgång 1 (poäng) | Hopp 2 (m) | Omgång 2 (poäng) | Poäng totalt |
| --------- | --------------------- | ------------ | ---------- | ---------------- | ---------- | ---------------- | ------------ |
| 1         | Halvor Egner Granerud | Norge        | 139,5      | 157,1            | 143,5      | 156,3            | 313,4        |
| 2         | Anže Lanišek          | Slovenien    | 140,5      | 156,0            | 139,0      | 149,5            | 305,5        |
| 3         | Dawid Kubacki         | Polen        | 135,5      | 152,2            | 140,0      | 151,5            | 303,7        |
| 4         | Michael Hayböck       | Österrike    | 138,5      | 151,8            | 137,0      | 145,8            | 297,6        |
| 5         | Jan Hörl              | Österrike    | 135,5      | 144,3            | 140,5      | 147,8            | 292,1        |
| 6         | Kamil Stoch           | Polen        | 138,0      | 148,8            | 134,5      | 141,1            | 289,9        |
| 7         | Peter Prevc           | Slovenien    | 134,5      | 144,0            | 139,5      | 144,6            | 288,6        |
| 8         | Manuel Fettner        | Österrike    | 134,5      | 143,9            | 139,0      | 141,7            | 285,6        |
| 9         | Timi Zajc             | Slovenien    | 135,5      | 143,3            | 137,0      | 142,0            | 285,3        |
| 10        | Clemens Aigner        | Österrike    | 136,5      | 139,8            | 139,5      | 142,7            | 282,5        |